# Sinagoga Ibn Danan
La Sinagoga Ibn Danan (en árabe: معبد ابن دهان; en hebreo: בית הכנסת אבן דאנן) es una sinagoga en Fez, Marruecos, que data del siglo XVII.
La sinagoga fue una vez solamente una de varios en el interior de las murallas de Fez, y no la más elaborada. Se entra a través de una sencilla puerta indistinguible de las otras de las casas vecinas. La puerta conduce inmediatamente a un corto tramo de escaleras que conducen al espacio rectangular de la sinagoga. La construcción es de mampostería cubierta con yeso. El techo es de madera pintada.